# 松庵
松庵（日语：／ Shōan */?）是東京都杉並區的町名。現行行政地名為松庵一丁目至松庵三丁目。2013年10月1日為止的人口有10,034人。郵遞區號為167-0054。

## 地理
位於杉並區西南部。北鄰西荻北、武藏野市吉祥寺東町。西鄰武藏野市吉祥寺南町。南鄰杉並區久我山。東南鄰宮前。東鄰西荻南。二丁目與三丁目以五日市街道為界，一丁目與二丁目以井頭通為界。町內主要為住宅區。北端有中央線西荻窪站。南部可利用京王井之頭線三鷹台站及久我山站。

### 河川
過去此地有松庵川流經，現已暗渠化。

## 歷史
開發當初稱為松庵新田，正德、享保期成立松庵村。1889年（明治22年）為高井戶村大字。1932年（昭和7年）分為杉並區松庵北町、松庵南町。1969年（昭和44年）兩町與西高井戶一、二丁目合併成立松庵一～三丁目。

### 地名由來
來自江戶時代指導開拓此地的醫師荻野松庵。也有說是來自圓光寺的住持。

## 交通

### 鐵路
- JR東日本中央線 - 西荻窪站

### 道路
- 東京都道7號杉並秋留野線（五日市街道及井之頭通）

## 設施
- 杉並區立松庵小學校
- 西荻誠（まこと）幼稚園
- 松庵保育園
- 丸美屋食品本社
- 瑛博美術館

## 史蹟
- 西高井戶松庵稻荷神社

## 備註
1. 1 2 3 4  『角川日本地名大辞典 13 東京都』角川書店，1991年9月再版。P867。
2. ↑  杉並区 区政資料 - 統計 - 人口 - 各歳別人口25年 的存檔，存档日期2013-10-22.

※吉祥寺東町僅一點連接。